# Kajakarstwo na Letnich Igrzyskach Olimpijskich 2016 – K-4 500 m kobiet
K-4 1000 metrów mężczyzn to jedna z konkurencji w kajakarstwie klasycznym rozgrywanych podczas Letnich Igrzysk Olimpijskich 2016. Kajakarze rywalizowali między 19 a 20 sierpnia na torze Lagoa Rodrigo de Freitas.

## Terminarz
Wszystkie godziny są podane w czasie brazylijskim (UTC-03:00)
| Data             | Godzina |            |
| ---------------- | ------- | ---------- |
| 19 sierpnia 2016 | 09:37   | Eliminacje |
| 19 sierpnia 2016 | 10:37   | Półfinały  |
| 20 sierpnia 2016 | 09:40   | Finały     |

## Wyniki

### Eliminacje
Najlepsza osoba z każdego biegu awansowała do finału A pozostałe osady awansowały do półfinału.
Bieg 1
| Pozycja | Zawodnicy                                                                 | Państwo         | Czas     | Uwagi |
| ------- | ------------------------------------------------------------------------- | --------------- | -------- | ----- |
| 1       | Marharyta Machniewa Nadzieja Lapieszka Wolha Chudzienka Maryna Litwinczuk | Białoruś        | 1:30.320 | FA    |
| 2       | Marta Walczykiewicz Edyta Dzieniszewska Karolina Naja Beata Mikołajczyk   | Polska          | 1:33.020 |       |
| 3       | Jaimee Lovett Kayla Imrie Aimee Fisher Caitlin Ryan                       | Nowa Zelandia   | 1:33.782 |       |
| 4       | Inna Klimowa Irina Podoinkowa Natalija Siergiejewa Zoja Anaczenko         | Kazachstan      | 1:36.127 |       |
| 5       | Jess Walker Rachel Cawthorn Rebii Simon Louisa Gurski                     | Wielka Brytania | 1:36.853 |       |
| 6       | Manon Hostens Amandine Lhote Léa Jamelot Sarah Troel                      | Francja         | 1:37.038 |       |
| 7       | Magdalena Garro Brenda Rojas Sabrina Ameghino Alexandra Keresztesi        | Argentyna       | 1:37.645 |       |

Bieg 2
| Pozycja | Zawodnicy                                                                | Państwo | Czas     | Uwagi |
| ------- | ------------------------------------------------------------------------ | ------- | -------- | ----- |
| 1       | Gabriella Szabó Danuta Kozák Tamara Csipes Krisztina Fazekas             | Węgry   | 1:29.497 | FA    |
| 2       | Marija Powch Switłana Achadowa Anastasija Todorowa Inna Hryszczuk        | Ukraina | 1:31.727 |       |
| 3       | Sabrina Hering Franziska Weber Steffi Kriegerstein Tina Dietze           | Niemcy  | 1:33.185 |       |
| 4       | Andréanne Langlois Émilie Fournel Genevieve Orton Kathleen Fraser        | Kanada  | 1:34.269 |       |
| 5       | Emma Jørgensen Amalie Thomsen Ida Villumsen Henriette Engel Hansen       | Dania   | 1:36.675 |       |
| 6       | Ren Wenjun Ma Qing Li Yue Liu Haiping                                    | Chiny   | 1:38.730 |       |
| 7       | Nikolina Moldovan Milica Starović Dalma Ružičić-Benedek Olivera Moldovan | Serbia  | 1:39.316 |       |

## Półfinały
Pierwsze trzy osoaby z każdego półfinału awansowąły do finału A, pozostałe do finału B.
Półfinał 1
| Pozycja | Zawodnicy                                                          | Państwo       | Czas     | Uwagi |
| ------- | ------------------------------------------------------------------ | ------------- | -------- | ----- |
| 1       | Jaimee Lovett Kayla Imrie Aimee Fisher Caitlin Ryan                | Nowa Zelandia | 1:34.778 | FA    |
| 2       | Marija Powch Switłana Achadowa Anastasija Todorowa Inna Hryszczuk  | Ukraina       | 1:35.512 | FA    |
| 3       | Emma Jørgensen Amalie Thomsen Ida Villumsen Henriette Engel Hansen | Dania         | 1:36.302 | FA    |
| 4       | Ren Wenjun Ma Qing Li Yue Liu Haiping                              | Chiny         | 1:37.055 |       |
| 5       | Inna Klimowa Irina Podoinkowa Natalija Siergiejewa Zoja Anaczenko  | Kazachstan    | 1:37.423 |       |
| 6       | Magdalena Garro Brenda Rojas Sabrina Ameghino Alexandra Keresztesi | Argentyna     | 1:38.579 |       |

Półfinał 2
| Pozycja | Zawodnicy                                                                | Państwo         | Czas     | Uwagi |
| ------- | ------------------------------------------------------------------------ | --------------- | -------- | ----- |
| 1       | Sabrina Hering Franziska Weber Steffi Kriegerstein Tina Dietze           | Niemcy          | 1:34.710 | FA    |
| 2       | Andréanne Langlois Émilie Fournel Genevieve Orton Kathleen Fraser        | Kanada          | 1:36.254 | FA    |
| 3       | Jess Walker Rachel Cawthorn Rebii Simon Louisa Gurski                    | Wielka Brytania | 1:36.254 | FA    |
| 4       | marta Walczykiewicz Edyta Dzieniszewska Karolina Naja Beata Mikołajczyk  | Polska          | 1:36.532 |       |
| 5       | Nikolina Moldovan Milica Starović Dalma Ružičić-Benedek Olivera Moldovan | Serbia          | 1:38.398 |       |
| 6       | Manon Hostens Amandine Lhote Léa Jamelot Sarah Troel                     | Francja         | 1:39.069 |       |

## Finały

### Finał B
| Pozycja | Zawodnicy                                                                | Państwo    | Czas     | Uwagi |
| ------- | ------------------------------------------------------------------------ | ---------- | -------- | ----- |
| 1       | Marta Walczykiewicz Edyta Dzieniszewska Karolina Naja Beata Mikołajczyk  | Polska     | 1:37.658 |       |
| 2       | Inna Klimowa Irina Podoinkowa Natalija Siergiejewa Zoja Anaczenko        | Kazachstan | 1:39.419 |       |
| 3       | Ren Wenjun Ma Qing Li Yue Liu Haiping                                    | Chiny      | 1:40.071 |       |
| 4       | Manon Hostens Amandine Lhote Léa Jamelot Sarah Troel                     | Francja    | 1:41.069 |       |
| 5       | Magdalena Garro Brenda Rojas Sabrina Ameghino Alexandra Keresztesi       | Argentyna  | 1:41.394 |       |
| 6       | Nikolina Moldovan Milica Starović Dalma Ružičić-Benedek Olivera Moldovan | Serbia     | 1:42.818 |       |

### Finał A
| Pozycja | Zawodnicy                                                                 | Państwo         | Czas     | Uwagi |
| ------- | ------------------------------------------------------------------------- | --------------- | -------- | ----- |
| złoto   | Gabriella Szabó Danuta Kozák Tamara Csipes Krisztina Fazekas              | Węgry           | 1:34.482 |       |
| srebro  | Sabrina Hering Franziska Weber Steffi Kriegerstein Tina Dietze            | Niemcy          | 1:35.383 |       |
| brąz    | Marharyta Machniewa Nadzieja Lapieszka Wolha Chudzienka Maryna Litwinczuk | Białoruś        | 1:36.908 |       |
| 4       | Marija Powch Switłana Achadowa Anastasija Todorowa Inna Hryszczuk         | Ukraina         | 1:37.214 |       |
| 5       | Jaimee Lovett Kayla Imrie Aimee Fisher Caitlin Ryan                       | Nowa Zelandia   | 1:38.198 |       |
| 6       | Emma Jørgensen Amalie Thomsen Ida Villumsen Henriette Engel Hansen        | Dania           | 1:39.057 |       |
| 7       | Jess Walker Rachel Cawthorn Rebii Simon Louisa Gurski                     | Wielka Brytania | 1:40.043 |       |
| 8       | Andréanne Langlois Émilie Fournel Genevieve Orton Kathleen Fraser         | Kanada          | 1:40.733 |       |